# Lammas Park
Le Lammas Park est un parc londonien, situé à Ealing, au sud ouest de Londres.

## Situation et accès

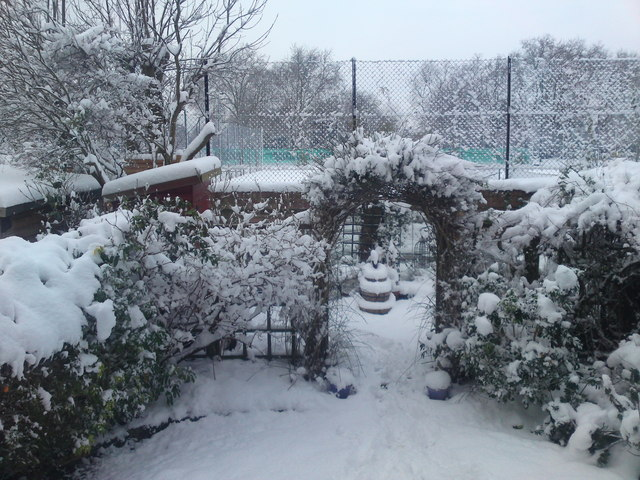
Vers les courts de tennis - geograph.org.uk - 1406530

Le parc est circonscrit par Culmington Road, Elers Road, Northfields Avenue (B452) et Clovelly Road.
Chacune des voies qui l'entourent dispose d'une entrée.
Sa desserte en transports en commun se fait par la station de métro Northfields.

## Historique
Ce parc a été créé en 1881.
Il tire son nom du jour appelé Lammas, fête célébrée dans certains États anglophones de l’hémisphère nord, lors de laquelle les paysans pouvaient faire paître leurs troupeaux après les récoltes.
En 1969, quelques séquences du Monty Python's Flying Circus furent tournée dans ce parc, ceci dû à sa proximité avec les Ealing Studios.

## Description
Le parc est équipé de courts de tennis.
À l'entrée sud se trouve un mémorial de guerre, érigé en 1949.